# Dmytro Michai

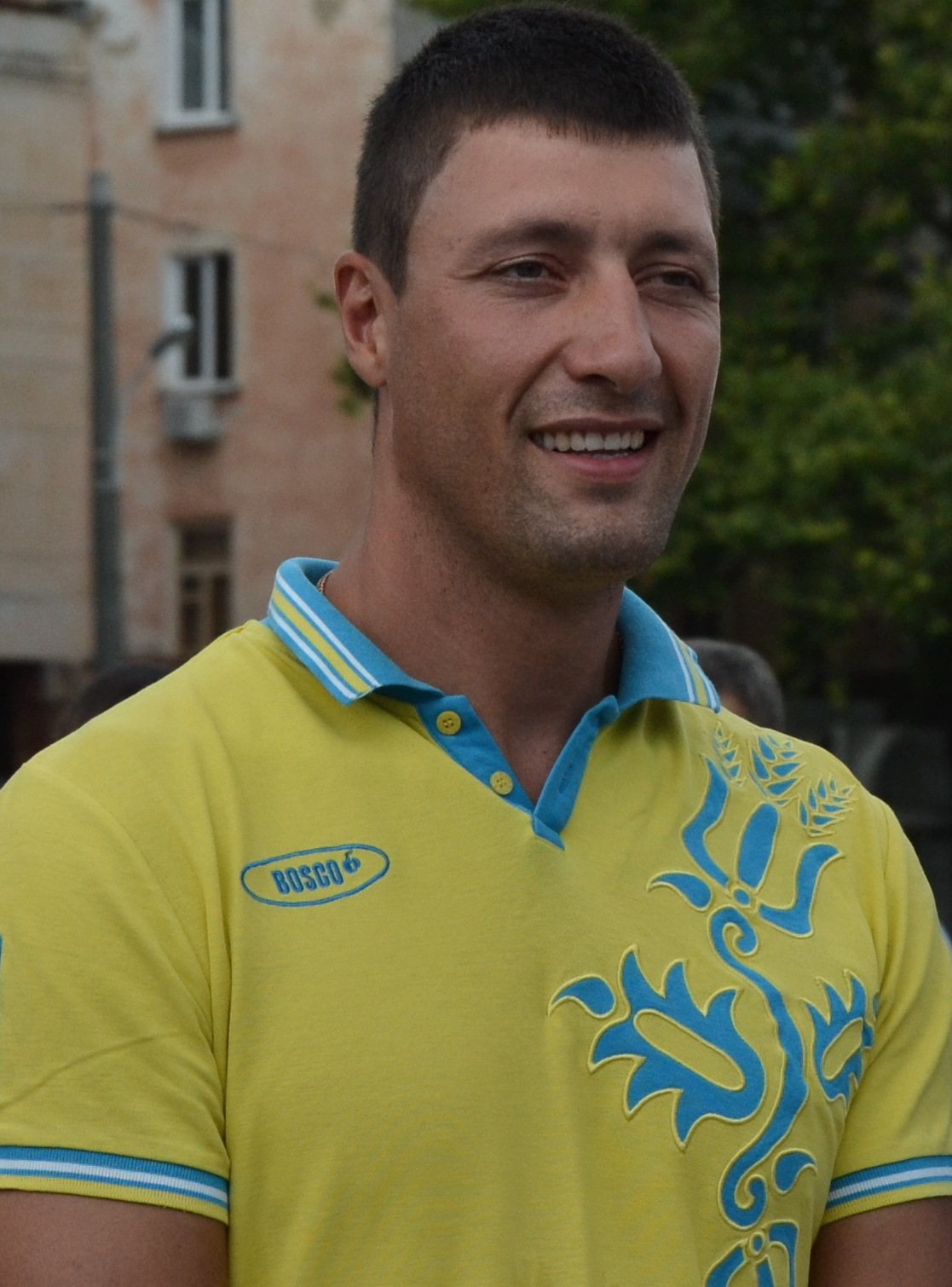
Dmytro Michai im Jahr 2016

Dmytro Walerijowytsch Michai (ukrainisch Дмитро Валерійович Міхай; * 27. Februar 1990 in Cherson) ist ein ukrainischer Ruderer.
Michai begann 2006 mit dem Rudersport. 2010 nahm er an den U23-Weltmeisterschaften teil und belegte den achten Platz mit dem Doppelzweier. 2012 erreichten Dmytro Michai und Artem Morosow in der Olympia-Qualifikationsregatta in Luzern den zweiten Platz im Doppelzweier. Nach dem elften Platz bei der olympischen Regatta belegten die beiden bei den Europameisterschaften 2012 den achten Platz. 2013 trat Michai bei den Europameisterschaften im Doppelvierer an und belegte zusammen mit Iwan Futryk, Oleksandr Nadtoka und Iwan Dowhodko den vierten Platz. Bei den Weltmeisterschaften 2013 trat der ukrainische Doppelvierer erstmals in der Besetzung Dmytro Michai, Artem Morosow, Oleksandr Nadtoka und Iwan Dowhodko an und verpasste als viertplatziertes Boot die Medaillenränge nur um eine halbe Sekunde. In der gleichen Besetzung siegte der ukrainische Doppelvierer 2014 bei den Europameisterschaften in Belgrad mit 0,27 Sekunden Vorsprung auf das britische Boot. Noch knapper fiel die Entscheidung bei den Weltmeisterschaften in Amsterdam aus, in der Weltbestzeit von 5:32,26 min siegten die Ukrainer mit 0,09 Sekunden Vorsprung auf die Briten. 2015 siegte bei den Europameisterschaften der russische Doppelvierer vor den Ukrainern und den Briten. Bei den Weltmeisterschaften 2015 verpassten die Ukrainer das A-Finale und konnten sich mit dem zweiten Platz im B-Finale bei 0,05 Sekunden Vorsprung auf die Neuseeländer gerade noch direkt für die Olympischen Spiele 2016 qualifizieren. Bei den Europameisterschaften 2016 belegte der ukrainische Doppelvierer den sechsten Platz. Ebenfalls den sechsten Platz erreichten die Ukrainer bei den Olympischen Spielen 2016.
2017 ruderte Michai im Achter und belegte den siebten Platz bei den Europameisterschaften sowie den neunten Platz bei den Weltmeisterschaften. 2018 kehrte er in den Doppelvierer zurück. Zusammen mit Serhij Hryn, Oleksandr Nadtoka und Iwan Dowhodko erreichte er den vierten Platz bei den Europameisterschaften. Anderthalb Monate später gewann der ukrainische Doppelvierer bei den Weltmeisterschaften in Plowdiw Bronze hinter den Italienern und den Australiern.